# JAC Binyue
La JAC Binyue (in cinese 宾 悦) è un'autovettura prodotta dalla casa automobilistica cinese JAC Motors dal 2008 al 2012.

## Descrizione
Il design esterno ha suscitato alcune controversie in quanto la parte posteriore della Binyue è assai simile a quella della Mercedes-Benz Classe C.
Lanciata originariamente con il nome di JAC Binyue C20 e dotata di un motore 2,0 litri benzina aspirato, nel 2011 in occasione del restyling è stata rinominata JAC Binyue C18 ed è stato montato un nuovo motore 1,8 litri che sostituisce il vecchio.
La produzione termina ufficialmente nell’aprile del 2013 a causa della bassa domanda. Sarà sostituita dalla berlina Refine A60.

### JAC HFC7200CL
In occasione del restyling, è stato presentato un prototipo basato sulla JAC Binyue denominato JAC HFC7200CL, caratterizzato da una frontale inedito con fari tondi e una griglia di generose dimensioni; l'auto rimase allo stato prototipale e non venne mai prodotta in serie.